# Arachniodes × respiciens
Arachniodes × respiciens là một loài dương xỉ lai ghép thuộc họ Dryopteridaceae. Loài này được Satoru Kurata mô tả khoa học đầu tiên năm 1978.